# 宇和島藩
宇和島藩（日语：／ Uwajima han */?）是日本江戶時代的一個藩屬領地。藩廳位於宇和島城（今愛媛縣宇和島市）。藩主是富田氏及伊達氏

## 歷史
1608年，富田信高被幕府移封到宇和島藩。1613年，信高因為與坂崎直盛的鬥爭而被改易。1614年由伊達政宗庶長子伊達秀宗被分封10萬的大名。直到幕末為止，均由伊達氏統治。宇和島藩並不是仙台藩的支藩。
1657年秀宗隱居，五男宗純取得了藩內3萬石，成立伊予吉田藩，而本藩實質石高收入為7萬石。1871年廢藩置縣後，經過縣內合併，成為了現今愛媛縣的部份。

## 歷任藩主

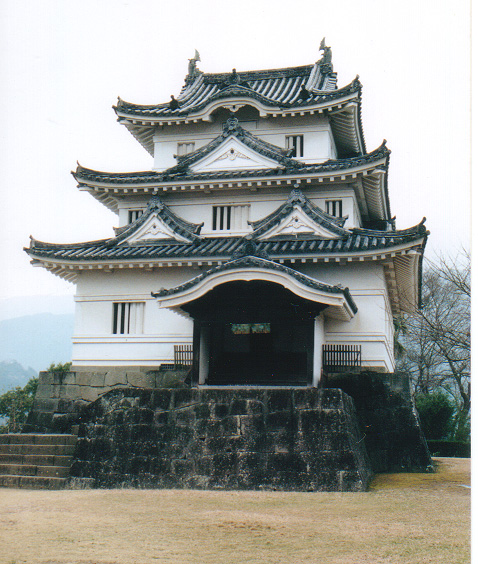
藩廳宇和島城的現存天守，由築城高手藤堂高虎興建，並由藩主伊達宗利改建為3重3階的天守

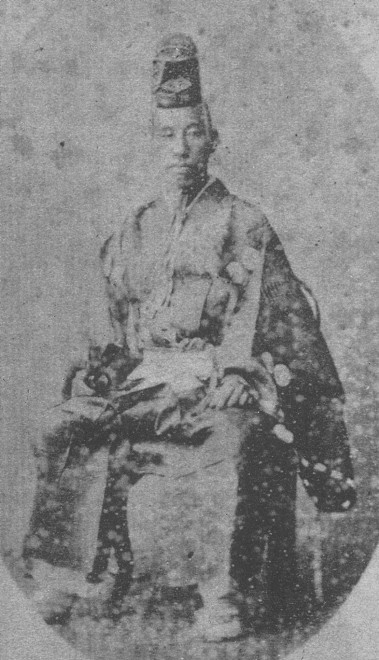
伊達宗城

### 富田氏
外樣大名　12萬石　（1608年 - 1613年）
1. 富田信高〔從四位下 信濃守〕

### 天領
（1613年 - 1614年）

### 伊達氏
外樣大名　大廣間　國主格　10萬石→7萬石　（1614年 - 1871年）
1. 秀宗
2. 宗利
3. 宗贇
4. 村年
5. 村候
6. 村壽
7. 宗紀
8. 宗城
9. 宗德

## 伊予吉田藩

### 歷任藩主
1. 宗純
2. 宗保
3. 村豐
4. 村信
5. 村賢
6. 村芳
7. 宗翰
8. 宗孝
9. 宗敬